# Epicoccum diversisporum
Epicoccum diversisporum är en lavart som beskrevs av Preuss 1852. Epicoccum diversisporum ingår i släktet Epicoccum och familjen Pleosporaceae.   Inga underarter finns listade i Catalogue of Life.